# フリードリヒ・フォン・エスターライヒ＝テシェン
フリードリヒ・フォン・エスターライヒ＝テシェン（Friedrich von Österreich-Teschen, 1856年6月4日 - 1936年12月30日）は、大公（Erzherzog）位を有するハプスブルク家の成員で、オーストリア＝ハンガリー帝国の軍人。第一次世界大戦時にオーストリア＝ハンガリー陸軍の最高司令官であった。

## 生涯
モラヴィアでカール・フェルディナント大公と妻エリーザベト・フランツィスカの次男として生まれる（ただし兄は夭逝している）。ナポレオン戦争期にオーストリア軍司令官として活躍したカール大公の孫に当たる。異父姉にバイエルン王ルートヴィヒ3世の王妃マリア・テレジアが、同父同母の妹にスペイン王アルフォンソ12世の王妃マリア・クリスティーナがいる。
1895年に伯父アルブレヒト大公が死去した際に男子がおらず、父カール・フェルディナントもすでに死去していたため、フリードリヒは伯父のテシェン（チェシン）公位を継いだ。これは帝国の崩壊とともに名目のみの称号と化し（シレジアの一角にあった公領はチェコスロバキア領とポーランド領に二分された）、オーストリアとチェコスロバキアにあった領地と財産は全て没収されたが、1929年にチェコスロバキア共和国に対して起こした財産返還要求訴訟には勝訴している。晩年はハンガリーで暮らし、亡くなった際にはハンガリー政府によって丁重に葬られた。
第一次世界大戦時には陸軍の最高司令官となったが、実質的には参謀総長コンラート・フォン・ヘッツェンドルフが全軍の指揮を執っていた。1915年6月に同盟国のドイツ帝国より元帥位が授与された。

## 子女
1878年10月8日、ベルギー貴族のイザベル・ド・クロイと結婚し、9人の子供を儲けた。
- マリア・クリスティーナ・イザベレ・ナターリエ（1879–1962） - 1902年、ザルム＝ザルム侯世子エマヌエル・アルフレートと結婚
- マリア・アンナ・イザベレ・エピファーニエ・オイゲーニエ・ガブリエーレ（1882–1940） - 1903年、パルマ公家家長[注釈 2]エリアと結婚
- マリア・ヘンリエッタ・カロリーネ・ガブリエーレ（1883–1956） - 1908年、ホーエンローエ＝シリングスフュルスト侯子ゴットフリートと結婚
- ナターリエ・マリア・テレジア（1884–1898）
- シュテファニー・マリア・イザベレ（1886–1890）
- ガブリエーレ・マリア・テレジア（1887–1954）
- イザベラ・マリア・テレジア・クリスティーネ・オイゲーニエ（1888–1973） - 1912年、バイエルン王子ゲオルクと結婚
- マリア・アリーツェ・エマヌエーレ・アグネス・アンナ（1893–1962） - 1920年、ヴァルトヴォット・フォン・バッセンハイム男爵フリードリヒ・ハインリヒと結婚
- アルブレヒト・フランツ・ヨーゼフ・カール・フリードリヒ・ゲオルク・フーベルト・マリア（1897–1955） - テシェン公爵家家長